# Mimozemšťan ze Solway Firth
Mimozemšťan ze Solway Firth je označení jedné z nejznámějších fotografií zobrazujících údajného návštěvníka z jiné planety. Pořídil ji 23. května 1964 hasič z Carlisle Jim Templeton (1920—2013) během rodinného výletu na místo zvané Burgh Marsh na břehu zálivu Solway Firth. Když nechal vyvolat snímky, které toho dne pořídil, překvapila ho na fotografii zachycující mladší dceru Liz záhadná postava v pozadí. Měla na sobě jakýsi skafandr s přilbou a podle odhadu vzdálenosti byla přes dva metry vysoká. Přitom si pan Templeton pamatoval, že během focení široko daleko nikdo nebyl. Snímky vyšly v novinách a vyvolaly bouřlivou diskusi, policejní zkoumání neodhalilo na negativu nic podezřelého. Nejčastější vysvětlení případu prohlašuje, že zobrazenou postavou je Templetonova manželka, jejíž modré šaty v ostrém slunci vypadaly jako bílé. Fotograf si jí nemusel všimnout, protože používal aparát Zeiss Contax Pentacon F SLR, který ukazoval v hledáčku pouze výřez budoucího snímku.